# Birkenweiher
Das Gebiet Birkenweiher ist ein mit Verordnung vom 20. Juli 1992 durch das Regierungspräsidium Tübingen ausgewiesenes Naturschutzgebiet (NSG-Nummer 4.206) im Südosten der Stadt Tettnang im Bodenseekreis in Baden-Württemberg, Deutschland.

## Lage
Das rund 13 Hektar große Naturschutzgebiet Birkenweiher gehört naturräumlich zum Westallgäuer Hügelland. Es liegt südöstlich von Tettnang im Tettnanger Wald, zwischen den Ortsteilen Argenhardt im Nordwesten, Iglerberg im Nordosten und Laimnau im Südosten, auf einer Höhe von 510 m ü. NN. Um das Naturschutzgebiet liegen die Flure Wagnerbühl, Birkach, Grafenholz, Mördergrube und Münzlachen.

## Schutzzweck
Wesentlicher Schutzzweck ist die Erhaltung eines zum Teil als Streuwiese genutzten Kleinseggenrieds, das zahlreichen seltenen und geschützten Tier- und Pflanzenarten Lebensraum bietet.

## Flora und Fauna

### Flora
Aus der schützenswerten Flora mit Pfeifengras-Streuwiesen sind folgende Pflanzenarten (Auswahl) zu nennen:
- Gewöhnlicher Wassernabel (Hydrocotyle vulgaris), eine Art aus der Familie der Araliengewächse
- Schwalbenwurz-Enzian (Gentiana asclepiadea), Pflanzenart aus der Familie der Enziangewächse